# Cahiers québécois de démographie
Les Cahiers québécois de démographie sont une revue scientifique fondée en 1971 par l'Association des démographes du Québec formée la même année. Outre une version imprimée, les Cahiers sont accessibles en ligne depuis le volume 5 (1976) sur le site Érudit. 

## Historique
À l’origine, ce périodique se nommait Bulletin de l’Association des démographes du Québec. Les premiers numéros n’avaient pas de direction proprement dite, relevant directement du bureau de direction de l’ADQ. Les premiers responsables ont été Michel Amyot, Mireille Baillargeon, Michel Robillard, Diane Vanasse et Roger Sinclair.
C’est à partir de 1976 que les Cahiers québécois de démographie ont commencé à porter le nom qu’ils ont depuis. Les Cahiers en étaient alors à leur 5e volume. Le Bulletin, comme les Cahiers, paraissaient alors 3 fois l’an. On compte cependant de nombreux numéros hors série. 
Depuis 1983 (volume 12), les Cahiers québécois de démographie paraissent deux fois l’an. Ils publient des articles originaux, des notes de recherches et des comptes rendus. Les textes soumis font l’objet d’une évaluation par des experts indépendants. Les résultats du processus d’évaluation (acceptation, refus, proposition de modifications) sont transmis aux auteurs. La plupart des numéros des Cahiers sont thématiques. Ces livraisons thématiques n’excluent pas la publication d’articles hors-thème. 
À partir de décembre 1977, un directeur ou une directrice en prend la responsabilité, avec l’aide de quelques comités (comité de lecture, comité de rédaction). Les anciens directeurs et les anciennes directrices ont été :
| - Laurent Roy 1977-1979 - Lucienne Aubert 1979-1981 - Pierre Lafontaine 1981-1982 - Yolande Lavoie 1982-1985 - Marc Termote 1985-1991 | - Claude Dionne 1992-1993 - Danielle Gauvreau 1994-2000 - Marc Tremblay 2001-2005 - Alain Bélanger 2005 - Richard Marcoux 2006-2013 | - Hélène Vézina 2013-2017 - Yves Carrière 2017-2021 - Alain Gagnon 2021- ... |

## Organisation
Le comité de rédaction planifie la publication des Cahiers. Ce comité détermine les thèmes qui sont retenus. En 1990, à la veille de leur 20e anniversaire (volume 19), les Cahiers québécois de démographie se sont donné un comité de patronage formé de démographes de réputation internationale. 

### Comité de rédaction (2008)
- Yves Carrière, directeur, Démographie, Université de Montréal
- Hélène Vézina, directrice-adjointe, Département des sciences humaines, Université du Québec à Chicoutimi
- Alain Gagnon, Démographie, Université de Montréal
- Chantal Girard, Institut de la statistique du Québec
- Robert Bourbeau, Démographie, Université de Montréal
- Laurent Martel, Division de la démographie, Statistique Canada
- Philippe Pacaut, Ministère de la Famille du Québec
- Danielle Gauvreau, Sociologie et anthropologie, Université Concordia

### Le comité de patronage (2008)
- Roderic Beaujot, University of Western Ontario
- Gérard Bouchard, Université du Québec à Chicoutimi
- Antonio Golini, Université de Rome « La Sapienza »
- +Jacques Henripin, Université de Montréal
- Charlotte Höhn, Bundesinstitut für Bevölkerungsforschung
- Thérèse Locoh, Institut national d'études démographiques, Paris
- Mumpasi Lututala, Université de Kinshasa
- +Roland Pressat, Institut national d'études démographiques, Paris
- +Anatole Romaniuc, Statistique Canada, Ottawa
- Alan Simmons, université d’York, Toronto
- Guillaume Wunsch, université catholique de Louvain

## Thèmes de certains numéros
- Dynamique linguistique, 46-2, automne 2017
- La démographie de la famille et le droit de la famille, 46-1, printemps 2017
- Démographie et main*d'œuvre, 45-2, automne 2016
- La démographie au service de la société, un hommage à Jacques Henripin (1929-2013) (suite), 45-1, printemps 2016
- La démographie au service de la société, un hommage à Jacques Henripin (1929-2013), 44-2, automne 2015
- Genre et famille en Afrique, 43-2, automne 2014
- Transformations des mobilités étudiantes Sud-Nord : approches démographiques et sociologiques, 42-2, automne 2013
- La fin des recensements ?, 41-2, automne 2012
- L’étude des populations du passé : nouveaux développements et regards interdisciplinaires, 41-1, printemps 2012
- Microsimulation en démographie, 40-2, automne 2011
- Mesure et déterminants des substitutions linguistiques, 40-1, printemps 2011
- Les populations autochtones, 38-2, automne 2009
- Enjeux de l’analyse démographique et nouvelles pistes méthodologiques, 38-1, printemps 2009
- La Ville de Québec et sa population, 37-1, printemps 2008
- Démographie et politiques publiques, 36-2, automne 2007
- Approches longitudinales en démographie, 35-1 et 2, 2006
- Démographie historique, 34-2, automne 2005
- Enquêtes biographiques en Afrique francophone, 33-2, automne 2004
- Mortalité aux grands âges et longévité, 33-1, printemps 2004
- Changements sociodémographiques et populations vieillissantes, 32-1, printemps 2003
- L’immigration, 31-1, printemps 2002
- Transition démographique et urbanisation au Québec à la fin du XIXe siècle et au début du XXe siècle, 30-2, automne 2001
- Mutation et fécondité dans le monde industrialisé, 29-2, automne 2000
- L'union libre, 28-1 et 2, printemps-automne 1999
- Malthus, 27-2, automne 1998
- L'école, 27-1, printemps 1998

## Indexation
Les Cahiers québécois de démographie sont indexés dans 
- Revue des revues démographiques : http://www.cicred.org/rdr/rdr_f/menurdr_f.html
- Repère
- Sociological Abstracts
- Medline

## Adresses

### Postale
Cahiers québécois de démographie 
 Association des démographes du Québec 
 C. P. 49532, CSP du Musée 
 Montréal (Québec), Canada H3T 2A5 
 

### Administration
Département de démographie 
 Université de Montréal 
 C.P. 6128, succ. Centre-Ville
 Montréal (Québec) 
  H3C 3J7